# Филимонов, Лев Николаевич
Ле́в Никола́евич Филимо́нов (24 сентября 1919 года, Рязань — 20 мая 2010 года, Москва) — советский и российский физик и альпинист, профессор, заслуженный мастер спорта СССР (1958). Многократный чемпион СССР (1950, 1951, 1953, 1954, 1956, 1957, 1959, 1960 — в различных дисциплинах).

## Биография
Родился 24 сентября 1919 года в Рязани.
Окончил Московский институт стали и сплавов.
В 1938 года совершил своё первое восхождение. В 1939 году стал инструктором.
В 1947 году — кандидат технических наук. В этом же году вошёл в команду В. Абалакова,
Мастер спорта СССР (1949).
30 января 1962 года на пленуме Федерации альпинизма СССР заслуженным мастерам спорта К. К. Кузьмину, Е. А. Белецкому, Л. Н. Филимонову и мастеру спорта А. Ковыркову, принимавшим участие в подготовительных мероприятиях к гималайской экспедиции, были вручены присланные китайским Комитетом физкультуры и спорта золотые медали «За победу над Джомолунгмой», а также памятные фотоальбомы, в которых запечатлены все этапы восхождения китайских альпинистов на высочайшую вершину мира.
Доктор физико-математических наук, профессор (1974). Более 40 лет проработал в области количественного спектрального анализа; автор более 100 научных публикаций по этой специальности.
Скончался 20 мая 2010 года в Москве.

## Публикации
- Очерк «1800 метров… 7 дней… 7 ночей» в альманахе «Приключения в горах», книга первая. — М.: ФиС, 1951.
- Путь к Эвересту // «Молодая гвардия». — 1991. — № 12.